# Pseudaphanostoma divae
Pseudaphanostoma divae är en plattmaskart som beskrevs av Ernst Marcus 1952. Pseudaphanostoma divae ingår i släktet Pseudaphanostoma och familjen Isodiametridae. Inga underarter finns listade i Catalogue of Life.